# Megalex
Megalex ist eine in drei Bänden erschienene Science-Fiction-Comicserie von Alejandro Jodorowsky und Fred Beltran, deren erster Band 1999 erschienen ist. Die französischsprachige Ausgabe erschien bei Les Humanoïdes Associés, die deutsche Erstausgabe erschien bei Carlsen Comics.

## Handlung
Die Welt von Megalex ist ein hochtechnisierter Stadtplanet auf welchem, bis auf zwei von der Natur gehaltene Ausnahmen, alles mit künstlichen Strukturen zugebaut ist. Physische Arbeiten werden von Maschinen verrichtet, die Grundbedürfnisse der Bürger sind gedeckt, doch sind diese ohnehin fast ständig mit diversen Drogen zugedröhnt. Die Gesellschaft ist streng hierarchisch geteilt, was sich auch auf die Lebenszeit der Menschen auswirkt. Die königliche Familie, das sind König Yod, Königin Marea und Prinzessin Kavatha, kann mit einer Lebenserwartung von 4000 Jahren rechnen, der Adel mit 400 Jahren, die einfachen Bürger haben nur 40 Jahre, und die ständig von Neuem geklonten Polizisten haben gerade mal 400 Tage bis eine kleine Sprengladung in ihrem Nacken sie tötet. Eben einer dieser Klonpolizisten wird als riesenhafte Anomalie geboren, dazu verdammt unmittelbar nach der Entdeckung zerstört zu werden, gelingt es ihm zu fliehen und sich, nachdem er von der schönen Adama gerettet wird, dem Widerstand anzuschließen, welcher gegen Megalex und für die Natur kämpft.
Der geflügelte Zerain, einer der Anführer der Rebellen, verübt mit einigen seiner Gefolgsleute einen Anschlag auf die Herrscherfamilie, dieser misslingt aber auf Grund eines Verrates. Seine Mitstreiter sterben, doch Zerain kann Kavatha berühren, was ansonst jeden in Flammen aufgehen lässt, und diese als Geisel nehmen. Die Flucht in den von Megalex unangetasteten Wald enthüllt Zerain, durch die Alchemisten, die Vorgeschichte von Megalex. Einst herrschten der gerechte König Yod, und seine weise Gemahlin Marea, wobei deren drei Alchemisten ständig neue technische Wunder schufen um die Welt zu verbessern, bis ein größenwahnsinniger Prophet, zusammen mit seinen Anhängern, die Herrschaft an sich riss und die Königsfamilie, die keine Wachen oder Militär zur Verfügung hatte, in den Kerker warf. Der Prophet entschwand darauf mit einem riesigen Raumschiff und zahlreichen Gläubigen zu den Sternen, ohne je wiederzukehren. Den Alchemisten gelang es darauf einen mächtigen Rechner mit künstlicher Intelligenz, in Form eines goldenen Kessels zu erschaffen, dieser sollte es dem König ermöglichen seine Welt von den religiösen Eiferern zurückzuerobern. 
Der Plan der Alchemisten misslang jedoch, der Computer übernahm den König und verwandelte ihn in eine lebende Mumie. Seine Frau Marea wurde von ihrer Weisheit befreit, und Kavathas mitfühlendes Herz wurde durch eine mechanische Pumpe ersetzt. Der Planet selbst wurde durch ein Roboterheer von menschlichem Leben gesäubert, und mit gefügigen Klonen neu besiedelt. Als Kavatha persönlich den widerspenstigen Wald einnehmen will, und jeden Gegner mit ihrem Feuer verbrennt, stellt sich ihr Zerain mit ihrem Herzen, welches die Alchemisten aufbewahrt haben, entgegen. Zerain ist Kavathas Zwillingsbruder, den die Alchemisten ebenfalls gerettet haben, und nun geht deren über tausend Jahre alter Plan endlich auf. Kavatha und Zerain verschmelzen zum Messias von Megalex, welcher zwar die Welt rettet, aber Yod und Marea verschont, am Ende steht eine Synthese von Natur und Technologie.

## Veröffentlichung
Megalex erschien in drei Bänden zwischen 1999 und 2008 bei Les Humanoïdes Associés. Im Jahr 2008 veröffentlichte der Verlag erstmals eine Gesamtausgabe mit über 160 Seiten Umfang (ISBN 978-2-7316-2204-1). Die deutsche Übersetzung von Joachim Kaps (Band 1), Marcel Le Comte (Band 2) sowie Ulrich Pröfrock (Band 3) brachte Carlsen Comics von 1999 bis 2010 heraus. Es gibt weitere Übersetzungen ins Dänische, Englische, Griechische, Niederländische, Polnische, Portugiesische und Spanische.
- Die Anomalie. Hamburg 1999, vierfarbig, 48 Seiten, Softcover, 22,5 × 30,7 cm, ISBN 3-551-74451-3.
  - L'anomalie. Paris 1999, ISBN 2-7316-1400-5.
- Der missgestaltete Engel. Hamburg 2002, vierfarbig, 56 Seiten, Softcover, 22,5 × 30,7 cm, ISBN 3-551-74452-1.
  - L'Ange bossu. Paris 2002, ISBN 2-7316-1400-5.
- Kavatha's Herz. Hamburg 2010, vierfarbig, 64 Seiten, Softcover, 22,5 × 30,7 cm, ISBN 978-3-551-74453-1.
  - Le cœur de Kavatah. Paris 2008, ISBN 978-2-7316-1711-5.

## Rezeption
Laut Jons Marek Schiemann bei Splashcomics biete der Comic zwar wenig neues, dafür aber ein „Best Of“ von Jodorowskys Themen. Ein Blick in den Comic lohne sich, dieser sei recht spannend und vor allem ansehnlich gemacht. Jedes Bild lade zum „Betrachten ein und auch die kräftigen Farben schaffen eindrucksvolle Effekte und Stimmungen“.